# Shirley Robertson
Shirley Ann Robertson (Dundee, 15 juli 1968) is een Brits zeiler.
Robertson nam viermaal deel aan de Olympische Spelen driemaal in haar eentje in de Europe, waarbij zij bij haar derde optreden in 2000 de gouden medaille won. Na deze spelen stapte ze over naar de Yngling een driemansboot. Met haar ploeggenoten won Robertson in 2004 olympisch goud. 
Na de geboorte van haar tweeling wilde Robertson deelnemen aan de Olympische Zomerspelen 2008 haar voormalige teamgenoten hadden al vervanger voor haar gevonden. Robertson probeerde met haar nieuwe ploeggenoten de spelen te halen, zij verloren de selectie Britse strijd. Robertson was als commentator aanwezig tijdens de spelen van 2008. 

## Resultaten

### Wereldkampioenschappen
| Jaar | Plaats            | Resultaten |
| ---- | ----------------- | ---------- |
| 1993 | Aarhus            | Europe     |
| 1998 | Travemünde        | Europe     |
| 1999 | Mornington        | Europe     |
| 2000 | Salvador da Bahia | Europe     |
| 2007 | Cascais           | Yngling    |

### Olympische Zomerspelen
| Jaar | Plaats    | Resultaten |
| ---- | --------- | ---------- |
| 1992 | Barcelona | 9e Europe  |
| 1996 | Savannah  | 4e Europe  |
| 2000 | Sydney    | Europe     |
| 2004 | Athene    | Yngling    |

1992: Linda Andersen ·
1996: Kristine Roug ·
2000: Shirley Robertson ·
2004: Siren Sundby
2004: Sarah Ayton / Shirley Robertson / Sarah Webb ·
2008: Sarah Ayton / Sarah Webb / Pippa Wilson